# Gotthard Widing
Gotthard Ludvig Esaias Widing, född 1 februari 1883 i Kyrkefalla, Skaraborgs län, död 25 februari 1973 i Stockholm, var en svensk postmästare och målare. 
Han var son till hemmansägaren Ludvig L:son Widing och Anna Svensson och från 1920 gift med Katarina Svedmark. Parallellt med sitt arbete som posttjänsteman i Stockholm studerade han konst vid Althins målarskola 1909–1910 samt vid Wilhelmsons målarskola 1911. Han studerade under friare former 1912 vid en kamratateljé ledd av John Sivertzén och där även Ivan Aguéli fungerade som konstnärskamrat som kom med tips, råd och kritik. Han genomförde ett par studieresor till Köpenhamn, S:t Petersburg och Oslo för att studera konst på museer och bilda sig en uppfattning om andra miljöer samt hitta intryck för sitt bildskapande. Han kom senare att närma sig den intimistiska och naivistiska konstnärskretsen Smedsuddsmålarna. När han under 1914 arbetade på nätterna som postexpeditör mellan Stockholm och Norrköping arbetade han tillsammans med Axel Nilsson under dagtid där de tillsammans målade flera Stockholmsutsikter ofta från Widings fönster med utsikt över S:t Eriksbron. När den ursprungliga gruppen med Ivar Johnsson, Vavi Schlyter-Johnsson, Victor Axelson, Alf Munthe och Torsten Palm lämnade den idylliska Sjövillan vid Smedsudden 1919 övertogs hyreskontraktet av Widing som samlade konstnärerna Fritiof Schüldt, Axel Nilsson, Hilding Linnqvist, Gunnar Svenson, Gideon Börje, Ture Tideblad med flera till ny och bråkigare samt roligare Smedsuddsgrupp som avbildades i Nils Tydéns målning Balen på Smedsudden. Widing med foten i de båda grupperna på Smedsudden kom att bli en förmedlande länk mellan intimisterna och de naivister som skulle dra till sig uppmärksamhet och göra Smedsudden känt. Inom postverket avancerade Widing slutligen till postmästare med pension 1948 varefter han arbetade som konstnär på heltid. Han ställde ut en stor kollektion med landskap, stilleben och några enstaka porträtt på Fria gruppens utställning på Liljevalchs konsthall 1929 och tillsammans med fem andra konstnärer ställde han ut på Svensk-franska konstgalleriet 1930. Han medverkade i julutställningarna på Färg och Form och var representerad i Riksförbundet för bildande konsts vandringsutställningar Intimister 1949–1950 och Målare på Smedsudden 1951–1952 samt i Sveriges allmänna konstförenings vårsalong på Liljevalchs konsthall i Stockholm 1954.